# Aspicera dahlbomi
Aspicera dahlbomi är en stekelart som beskrevs av Jean-Jacques Kieffer 1901. Aspicera dahlbomi ingår i släktet Aspicera, och familjen glattsteklar. Arten är reproducerande i Sverige.